# Karl von Avemann
Friedrich Philipp Ludwig Karl von Avemann (* 12. April 1814 in Wiesbaden; † 10. März 1891 in Erfurt) war ein preußischer Generalleutnant, der maßgeblich an der Einführung des Zündnadelgewehrs in der Preußischen Armee mitwirkte.

## Leben

### Herkunft
Karl war der Sohn des gleichnamigen nassauischen Oberstleutnants sowie Herrn auf Wartha und Spierau Karl von Avemann (1775–1832) und dessen Ehefrau Charlotte Luise, geborene von Jossa (1792–1872).

### Militärkarriere
Avemann besuchte das Gymnasium in Wetzlar und trat am 17. Mai 1831 in das 17. Infanterie-Regiment der Preußischen Armee ein. Dort wurde er am 26. Oktober 1831 zum Portepeefähnrich und am 25. Oktober 1832 zum überzähligen Sekondeleutnant befördert sowie am 14. Oktober 1833 in den Etat aufgenommen. Vom 27. April 1834 bis zum 9. Oktober 1835 war er zur 7. Artillerie-Brigade und vom 30. September 1841 bis zum 2. Februar 1842 zur Gewehrfabrik Saarn kommandiert. Daran schlossen sich Kommandierungen zur Gewehr-Revisionskommission sowie zu den Gewehrfabriken in Saarn und Sömmerda an. Nachdem Avemann Anfang Oktober 1845 zum Premierleutnant aufgestiegen war, wurde er am 17. Oktober 1846 etatsmäßiges Mitglied der Gewehr-Revisionskommission in Sömmerda. Er kehrte am 12. September 1850 in das 17. Infanterie-Regiment und wurde zugleich als Kompanieführer zum I. Bataillon im 17. Landwehr-Regiment kommandiert. Unter Stellung à la suite des 19. Infanterie-Regiments erfolgte am 9. Oktober 1851 seine Ernennung zum Mitglied der Gewehr-Revisionskommission in Potsdam. Am 18. Juni 1852 wurde er zum Hauptmann befördert und am 27. Mai 1853 mit der Wahrnehmung der Geschäfte des Direktors der Gewehrfabrik Potsdam beauftragt, am 3. Juni 1854 wurde er als Direktor bestätigt.
Am 31. Mai 1855 wurde Avemann zunächst zur Artillerie-Abteilung des Kriegsministeriums kommandiert und am 11. Oktober 1855 dorthin versetzt. In dieser Stellung wurde er am 16. Juni 1856 Major und am 13. August 1859 unter Stellung à la suite des Ministeriums zum Vorsitzenden der Gewehrprüfungskommission ernannt. Von dort kam er am 1. Januar 1861 als Direktor der Militärschießschule nach Spandau, wo er am 18. Oktober 1861 zum Oberstleutnant befördert wurde. Am 10. Februar 1863 wurde Avemann zum Kommandeur des 3. Thüringischen Infanterie-Regiments Nr. 71 ernannt und am 17. März 1863 zum Oberst befördert sowie anlässlich des Ordensfestes im Januar 1864 mit dem Roten Adlerorden III. Klasse mit Schleife ausgezeichnet.
Während des Deutschen Krieges führte Avemann sein Regiment 1866 in den Kämpfen bei Liebenau, Podol, Münchengrätz, Göding, Holitz, Blumenau, Preßburg und Königgrätz. Für sein Wirken erhielt er den Orden Pour le Mérite und wurde am 30. Oktober 1866 unter Stellung à la suite zum Kommandeur der 21. Infanterie-Brigade in Breslau ernannt. Mit Patent vom 30. Oktober 1866 wurde er zudem am 31. Dezember 1866 zum Generalmajor befördert. Aus Gesundheitsgründen nahm er seinen Abschied und wurde am 9. Juni 1868 unter Verleihung des Kronen-Orden II. Klasse mit Pension zur Disposition gestellt.
Für die Dauer der Mobilmachung anlässlich des Krieges gegen Frankreich wurde Avemann am 18. Juli 1870 als Kommandeur der 2. Landwehr-Brigade wiederverwendet. Er nahm an der Belagerung von Straßburg teil und erhielt dafür das Eiserne Kreuz II. Klasse. Am 20. Januar 1871 wurde er von seiner Stellung entbunden und für die weitere Dauer des mobilen Verhältnisses am 16. Mai 1871 als Kommandeur zur stellvertretenden 14. Infanterie-Brigade nach Magdeburg versetzt. Am 20. Juni 1871 wurde er mit dem Charakter als Generalleutnant in das inaktive Verhältnis zurück versetzt. Er starb am 10. März 1891 in Erfurt.
Im Antrag zur Verleihung des Ordens Pour le Mérite hieß es: „Hat mir im Nachtgefecht von Podol aus dem Biwak bei Preper noch 2 Bataillone zur Unterstützung nachgeführt und, denselben vorauseilend, am Vorgehen beteiligt. Er ist seinem Regimente seit dem Ausbruch des Krieges stets ein hervorleuchtendes Vorbild gewesen, mit sichtbarer Freudigkeit an allen Unternehmungen sich beteiligend, ausharrend im Kugelregen. Inzwischen hat er nun auch wieder im Gefechte am Gemsenberg bei Preußburg sich ausgezeichnet und muß abermals als einer Anerkennung vorzugsweise würdig genannt werden.“

### Familie
Avemann heiratete am 3. September 1847 in Wandsbek Friedrike Henriette Krannichfeldt (1830–1848). Nach ihrem frühen Tod ehelichte er am 10. Oktober 1849 deren Schwester Friederike Natalie Krannichfeldt (1828–1902). Aus erster Ehe stammte der Sohn Friedrich, der bereits 1850 starb. Aus zweiter Ehe sind die Kinder Etta, Rose, Luise und die beiden Söhne Karl, der kgl. preuß. Reg.- Assessor war, und August-Ludwig, der standesgemäß Oberstleutnant und Ehrenritter des Johanniterordens wurde.
Der Amtmann Christian Ernst Heinrich von Avemann ist ein entfernter Verwandter.